# موجبر نانومتری
با پیشرفت فن آوری کوچک کردن مدارها، مدارهای الکترونیکی دیگر پاسخگوی نیاز بشر نیست و بشر به دنبال جایگزینی برای آن می‌باشد. یکی از این جایگزین‌ها مدارهای مجتمع نوری است. در این مدارهای مجتمع نوری جای سیمهای فلزی را موجبرهای نانومتری یا آرایه‌های اتمی از اتم‌های فلزی خواهد گرفت. ساخت این موجبرهای نانومتری با ظهور بلورهای فوتونیکی امکان‌پذیر شده‌است. آرایه‌های اتمی از اتم‌های فلزی نیز با فن آوری پلاسمونیک امکان‌پذیر می‌گردد.